# Joan Hickson
Joan Hickson OBE (5. kolovoza 1906. – 17. listopada 1998.), britanska filmska, televizijska i kazališna glumica, nagrađena Tonyem 1979.godine.

## Biografija
Rođena je u Kingsthorpeu, Northampton. Na kazališnim daskama debitira 1927., a na filmu 1934. godine. Radila je podjednako na svim vrstama glume, ali se proslavila u starijoj dobi igrajući Miss Jane Marple iz romana Agathe Christie.
Od 1984. do 1992. snimila je 12 filmova i dva puta bila nominirana za nagradu BAFTA. Također je tijekom 1960-ih bila poznata po nekoliko uloga u britanskim Carry On filmovima. Uživala je veliki ugled jer je prva portretirala Miss Marple kako ju je autorica zamislila. Divila joj se čak i kraljica Elizabeta II. koja joj je uručila i titulu OBE s velikim zadovoljstvom. Joan je bila udana, ali nije imala djece.
Umrla je u Colchesteru prirodnom smrću u dobi od 92-je godine.